# B.R.I. (série télévisée)
Pour les articles homonymes, voir BRI.
Production
Diffusion
B.R.I. est une série télévisée française réalisée par Jérémie Guez d'après un scénario de Jérémie Guez et Erwan Augoyard, et diffusée depuis le 24 avril 2023 sur Canal+.
Cette série policière est une production de Cheyenne Federation pour Canal+,,.

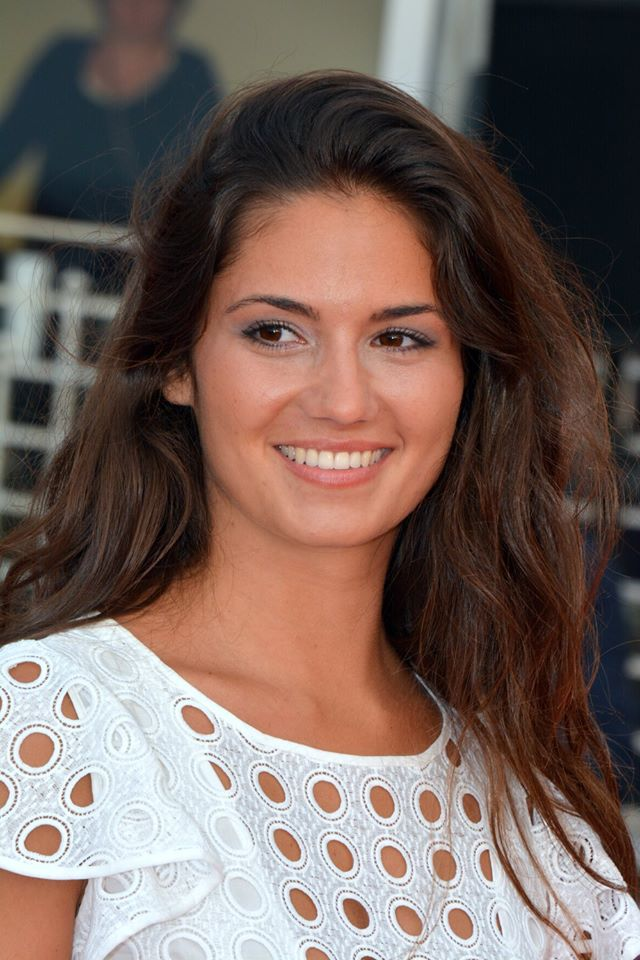
Ophélie Bau.

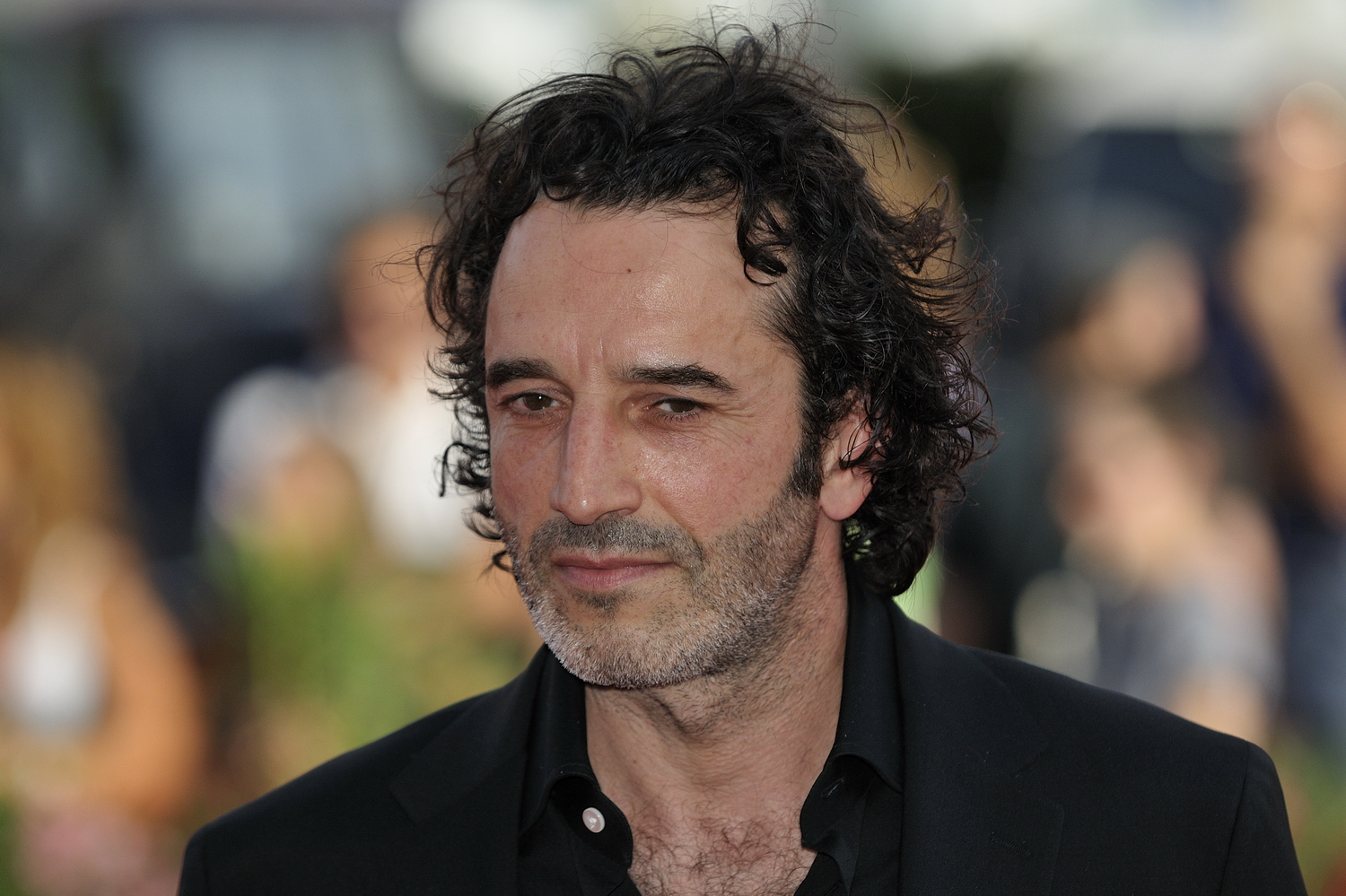
Bruno Todeschini.

## Synopsis
La série nous fait découvrir le travail et les personnalités des membres de l'équipe de la brigade de recherche et d'intervention (BRI) de Versailles, où Saïd vient de remplacer Patrick à la tête de ce groupe spécialisé, considéré comme l'un des meilleurs de la police parisienne. Saïd découvre les liens troubles de Patrick avec Éric, un chef de gang gitan, en guerre ouverte avec un autre clan, les El Hassani.

## Distribution
- Sofian Khammes : Saïd
- Bruno Todeschini : Patrick Prigent
- Emmanuelle Devos : Commissaire Ferracci
- Ophélie Bau : Vanessa
- Rabah Nait Oufella : Badri
- Waël Sersoub : Julien
- Théo Christine : Socrate
- Vincent Elbaz : Éric Perez
- Nina Meurisse : Nina Perez
- Mouloud Ayad : Otmane
- Victor Kervern : Noam Prigent
- Sami Outalbali : Rayan
- Sophie Cattani : commissaire Hélène Martinez
- Jules Benchetrit : Niko
- Léa Catania

## Production

### Genèse et développement
La série est créée et écrite par Jérémie Guez et Erwan Augoyard, d'après une histoire de Jérémie Guez,,,.

### Tournage
Le tournage de la série se déroule à partir du 7 mars 2022 pendant 17 semaines à Paris, à Versailles, à Villiers-sur-Marne et au péage de Fleury-en-Bière sur l'A6 en région parisienne ainsi qu'au Maroc,.
Les acteurs ont d'abord eu une préparation physique. Ainsi Waël Sersoub a dû prendre 10 kg, comme il le confie durant une rencontre avec la presse : « Je venais de finir de tourner un film en mars et je faisais 70 kg. On a eu le projet durant l'été et j'ai commencé à travailler en septembre. Sauf que comme je n'avais pas appréhendé la prise de poids, j'ai eu des claquages. Mon corps était trop lourd et c'était compliqué pour le cardio aussi ».
Ils ont ensuite eu une préparation technique avec des membres des forces spéciales et de la véritable B.R.I., pour apprendre le maniement des armes, les aspects tactique et la manière de se déplacer. Cette précision dans les mouvements était un élément de pression pour les acteurs comme le confie Ophélie Bau : « Techniquement, il fallait être au rendez-vous. J'ai une scène où j'interviens dans un sous-sol et je tue quelqu'un. J'avais un peu d'appréhension parce que c'est là que je devais être vraiment prête, montrer le résultat de toute la préparation qu'on avait faite ».
Par ailleurs, Vincent Elbaz a fait une immersion au sein de la communauté gitane, afin d'appréhender au mieux son rôle, notamment avec l'acteur qui joue son fils ainé dans la série.
Le 11 avril 2024, Canal+ annonce le début du tournage d'une saison 2.

### Fiche technique
Sauf indication contraire, les informations mentionnées dans cette section peuvent être confirmées par les bases de données cinématographiques IMDb et Allociné,  présentes dans la section « Liens externes ».
- Titre français : B.R.I.
- Genre : Série policière
- Production : Aimée Buidine et Julien Madon[1],[3]
- Sociétés de production : Cheyenne Federation[1],[3]
- Réalisation : Jérémie Guez[1],[4]
- Scénario : Jérémie Guez et Erwan Augoyard[1],[4],[2]
- Musique : Séverin Favriau en collaboration avec Vincent Erdeven[8]
- Pays de production :  France
- Langue originale : français
- Format : couleur
- Nombre de saisons : 1
- Nombre d'épisodes[1],[3],[4] : 8
- Durée : 52 minutes[1],[3],[4]
- Dates de première diffusion :
  - France : 24 avril 2023 sur Canal+[4],[9]

## Accueil

### Audiences et diffusion
En France, la série est diffusée le lundi sur Canal+ par salve de deux épisodes à partir du 24 avril 2023.
Dans un communiqué de presse, la chaîne annonce le 25 avril que « B.R.I a enregistré la meilleure audience pour une Création Originale Canal+ depuis 4 ans » avec la diffusion des deux premiers épisodes.

### Accueil critique
Pour la rédaction du site Ciné Série, « La nouvelle série policière B.R.I. créée par Jérémie Guez et Erwan Augoyard réussit son pari, en soufflant un fort vent de fraîcheur sur le genre. Sur fond de guerre de gangs à Paris et autour, on suit une équipe de la BRI composée de jeunes policiers incarnés par un formidable casting. Un changement de génération aussi nerveux que patient, spectaculaire et intelligent ».